# Zabil jsem svou matku

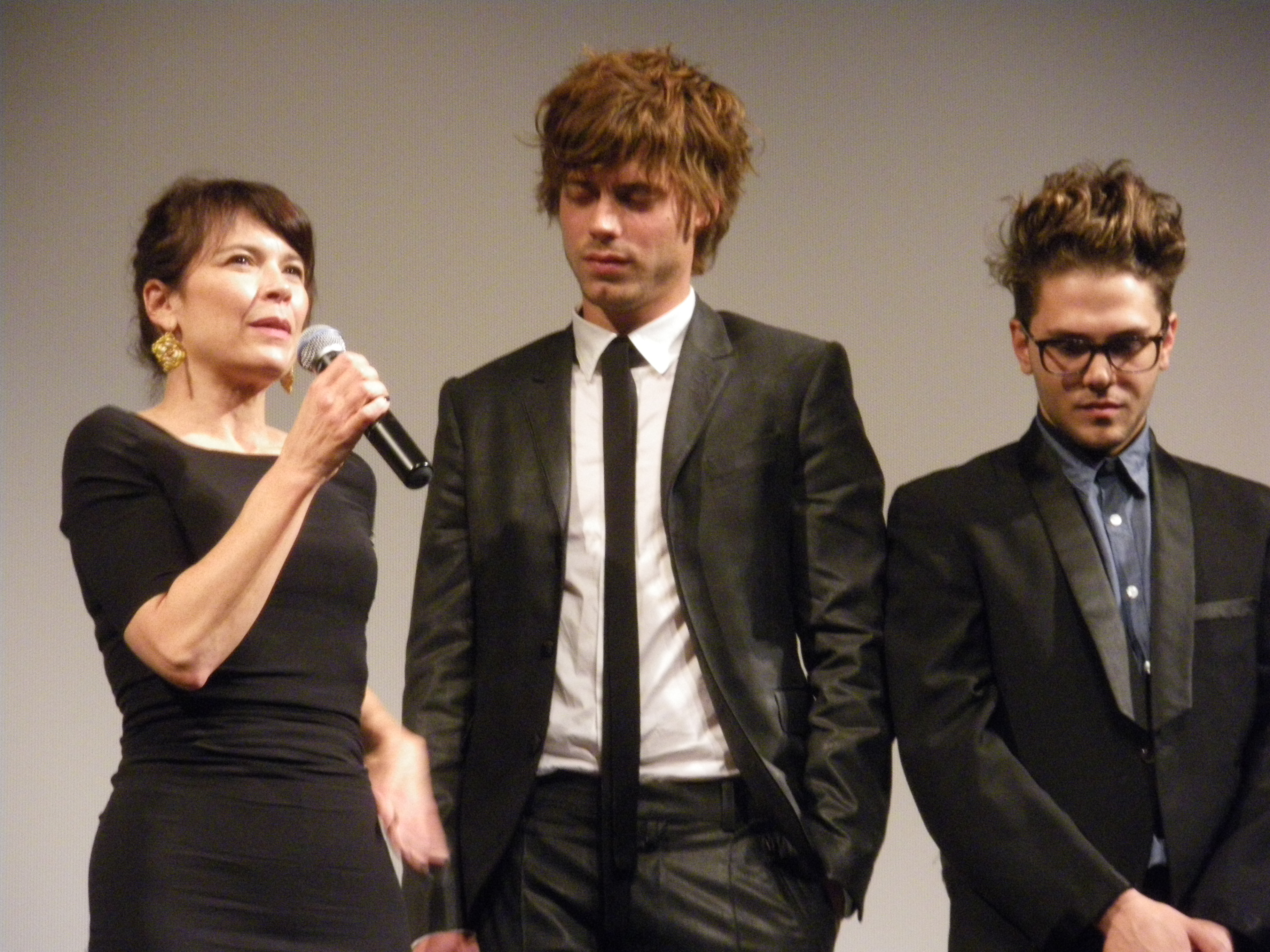
Anne Dorval, François Arnaud a Xavier Dolan na MFF v Torontu (2009)

Zabil jsem svou matku (v originále J'ai tué ma mère) je kanadský hraný film z roku 2009, který režíroval Xavier Dolan podle vlastního scénáře a hrál v něm hlavní roli. Ve filmu s biografickými prvky popisuje vztah dospívajícího syna k matce. Snímek měl světovou premiéru na Mezinárodním filmovém festivalu v Cannes dne 18. května 2009.

## Děj
Hubert Minel je šestnáctiletý student umělecké školy v Montréalu. Žije se svou rozvedenou matkou Chantal, kterou nesnáší pro její jednání, které se mu zdá manipulativní a egoistické. Chtěl by se osamostatnit, ovšem školu mu platí matka z jeho dědictví po babičce, se kterým on může volně disponovat až bude dospělý. Chtěl by si pronajmout byt, ve kterém by mohl žít spolu se svým spolužákem a přítelem Antoninem, ovšem matka, ač mu to nejprve slíbí, si to posléze rozmyslí. Chantal se jednoho dne náhodou dozví od Antoninovy matky, že jejich synové spolu mají vztah. Při práci na školním projektu si Hubert vymyslí, že jeho matka zemřela, aby s ní nemusel dělat pohovor. Když se to jeho matka dozví, jejich vztah se ještě zhorší. Když uteče z domu, rodiče se společně dohodnou, že pošlou syna do internátní školy. Hubert zde však dlouho nevydrží a ze školy uteče za Antoninem. Matka doma objeví videokameru, na kterou Hubert zaznamenává své pocity k ní. Hubert s matkou se pokusí svůj vztah urovnat.

## Obsazení
| Xavier Dolan     | Hubert Minel                |
| Anne Dorval      | Chantal Lemming, jeho matka |
| François Arnaud  | Antonin Rimbaud             |
| Patricia Tulasne | Hélène Rimbaud, jeho matka  |
| Suzanne Clément  | Julie Cloutier              |
| Niels Schneider  | Éric                        |
| Monique Spaziani | Denise                      |
| Pierre Chagnon   | Richard Minel               |

## Ocenění
Film byl uveden na MFF v Cannes v sekci Quinzaine des réalisateurs a získal zde tři ceny ze čtyř – cenu filmové Konfederace C.I.C.A.E. (Confédération Internationale des Cinémas d'Art et d'Essai), cenu Společnosti dramatických autorů a skladatelů (Société des auteurs et compositeurs dramatiques) a Prix Regards Jeune.
Film získal nominaci na cenu César v kategorii nejlepší zahraniční film.
Na festivalu québeckých filmů Jutra získal film ceny v kategoriích nejlepší film, nejlepší herečka v hlavní roli a nejlepší scénář. Nominaci získal dále v kategoriích nejlepší herec v hlavní roli a nejlepší režie.
Film získal Prix Lumière jako nejlepší francouzskojazyčný film.
Mezinárodní filmový festival v Rotterdamu – cena MovieSquad.
V roce 2010 byl vybrán, aby reprezentoval kanadskou kinematografii na cenu Oscar v kategorii nejlepší zahraniční film, ovšem do užší nominace se nedostal.